# Mowag Piranha
MOWAG Piranha reprezintă o serie de transportoare blindate pentru trupe proiectată de către firma elvețiană MOWAG (denumită din aprilie 2010 General Dynamics European Land Systems - Mowag GmbH). Primul prototip a apărut în anul 1972, cinci generații fiind proiectate și construite până în prezent. Vehiculul a fost fabricat sub licență și în alte țări, având numeroase variante. A treia generație a apărut în anul 1996 și a reprezentat un succes în Europa. Armata Română a achiziționat în anul 2007 de la firma MOWAG 31 de transportoare blindate Piranha IIIC pentru suma de 47 milioane de euro.